# Liste der Großsteingräber in Thüringen
Die Liste der Großsteingräber in Thüringen umfasst alle bekannten Großsteingräber auf dem Gebiet des heutigen Bundeslandes Thüringen.

## Liste der Gräber
- Grab: Nennt die Bezeichnung des Grabes sowie gebräuchliche Alternativbezeichnungen
- Ort: Nennt die Gemeinde und ggf. den Ortsteil, in dem sich das Grab befindet.
- Landkreis: Nennt den Landkreis, dem die Gemeinde angehört. GTH: Gotha (Kreisfreie Stadt); KYF: Kyffhäuserkreis
- Typ: Unterscheidung verschiedener Grabtypen
  - Urdolmen: kleine quadratische oder rechteckige Grabkammer mit vier Wandsteien und einem Deckstein, mit oder ohne Zugang
  - Eingesenktes Kammergrab: auf westeuropäische Galeriegräber zurückgehende, in den Boden eingetiefte rechteckige Grabkammer mit Zugang über einen Vorraum an einer Schmalseite
  - Mauerkammergrab: meist eingesenkte nichtmegalithische Grabkammer mit Wänden aus Trockenmauerwerk

### Erhaltene Gräber
| Grab                       | Ort        | Landkreis | Typ      | Anmerkungen                                                                   | Bild              |
| -------------------------- | ---------- | --------- | -------- | ----------------------------------------------------------------------------- | ----------------- |
| Großsteingrab Kalbsrieth a | Kalbsrieth | KYF       | Urdolmen | im selben Hügel wie der zerstörte Urdolmen Kalbsrieth b gelegen; Grabung 1901 | Derfflinger Hügel |

### Zerstörte Gräber
| Grab                       | Ort        | Landkreis | Typ                                          | Anmerkungen | Bild              |
| -------------------------- | ---------- | --------- | -------------------------------------------- | --- | ----------------- |
| Großsteingrab Kalbsrieth b | Kalbsrieth | KYF       | Urdolmen                                     | im selben Hügel wie der erhaltene Urdolmen Kalbsrieth a gelegen; Grabung 1901                                                   | Derfflinger Hügel |
| Großsteingrab Gotha        | Gotha      | GTH       | Eingesenktes Kammergrab oder Mauerkammergrab | untersucht und zerstört 1928; Funde geborgen; wies im Grundriss und im Grabinventar starke Bezüge zur hessischen Megalithik auf |                   |